# Harkhebi
Harkhebi est un astronome vivant dans l'Égypte antique pendant la dynastie ptolémaïque. Il est connu comme prêtre de Serket, observateur des étoiles. Il tient également un registre du jour et de la nuit, en suivant le lever et le coucher du soleil. C'est ainsi qu'on en a déduit en 1872 qu'il était présent dans le temple d'Illahun.
Il peut avoir basé beaucoup de ses observations sur des contributions babyloniennes antérieures à l'astronomie. On connaît une statue funéraire qui lui est associée avec une inscription dans laquelle il se décrit comme un expert de l'observation des étoiles. Il se réfère aux planètes comme « les dieux qui prédisent l'avenir » et prétend savoir tout ce que Sirius prédisait, mais ne rédige apparemment pas d'horoscopes personnels.
Harkhebi prédit les phénomènes météorologiques des levers héliaques des étoiles fixes. Il renvoie les vents et les présages à sa prédiction de la météorologie. Observant les mouvements nord et sud du soleil et de Vénus, il en conclut que les Babyloniens avaient une certaine affiliation avec les phénomènes météorologiques.
Il est par ailleurs spécialisé dans le traitement des morsures de serpent et des piqûres de scorpion.

## Usage de son nom

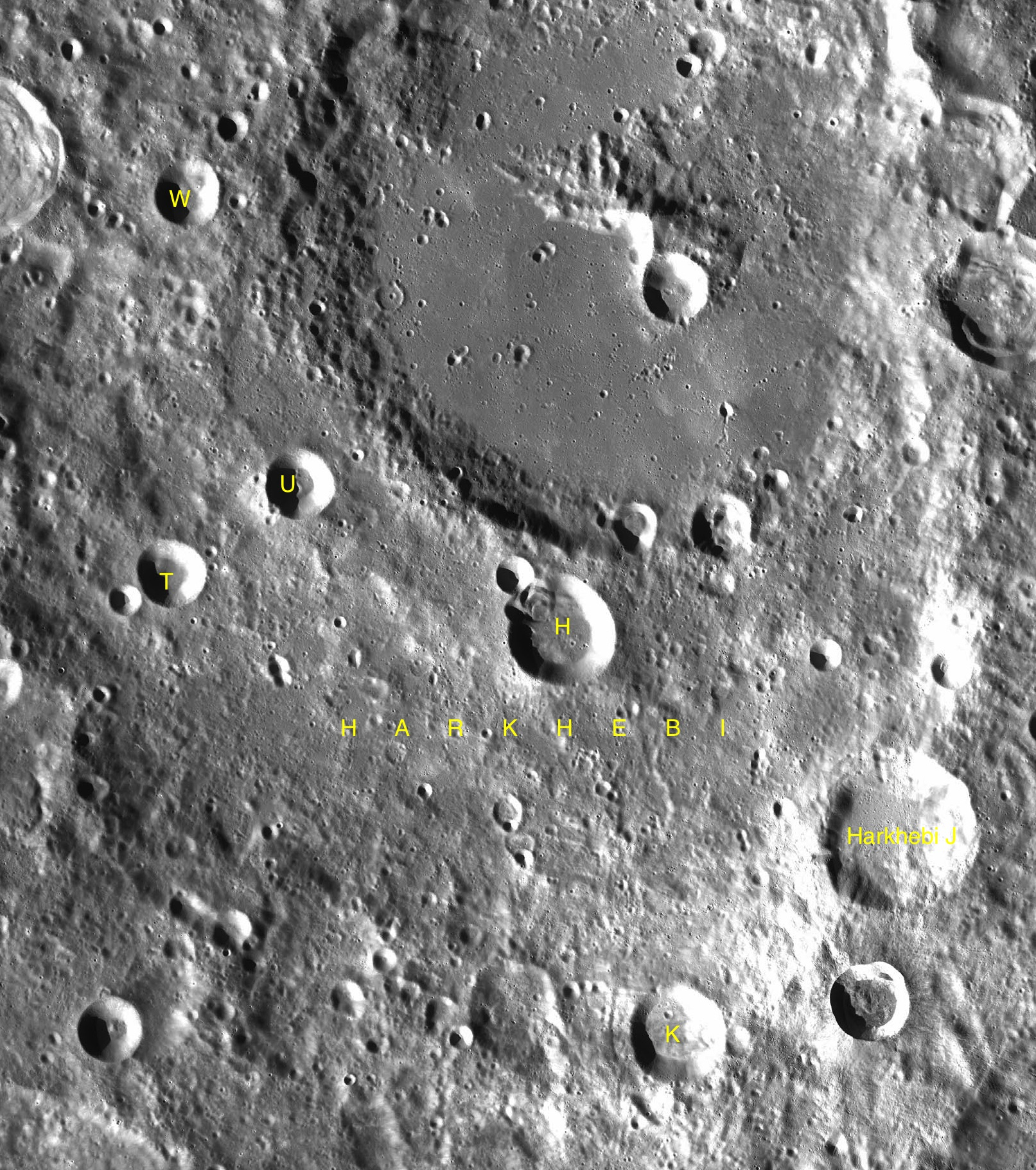
Cratère Harkhebi

Le cratère lunaire Harkhebi porte son nom.